# Tim Tramnitz
Tim Tramnitz (Hamburg, 16 november 2004) is een Duits autocoureur. Vanaf 2024 maakt hij deel uit van het Red Bull Junior Team, het opleidingsprogramma van het Formule 1-team van Red Bull Racing.

## Carrière

### Karting
Tramnitz begon zijn autosportcarrière in het karting in 2011 in lokale kampioenschappen. In 2013 won hij het kampioenschap van Hamburg en in 2014 werd hij Noord-Duits kampioen. Hierna ging hij in nationale kampioenschappen rijden. In 2017 behaalde hij hier zijn enige titel in de ADAC Kart Academy. Dat jaar werd hij ook benoemd tot protegé van ADAC Stiftung Sport. Hij bleef tot 2019 actief in het karting.

### Formule 4
In 2020 stapte Tramnitz over naar het formuleracing en debuteerde hij in het ADAC Formule 4-kampioenschap bij US Racing. Hij kende een goed debuutseizoen, waarin hij in op een na alle races in de punten eindigde. Hij behaalde vijf podiumplaatsen op de Lausitzring (driemaal), de Hockenheimring Baden-Württemberg en de Nürburgring, voordat hij de seizoensfinale op de Motorsport Arena Oschersleben wist te winnen. Met 226 punten werd hij achter Jonny Edgar, Jak Crawford en Elias Seppänen vierde in de eindstand als de beste rookie. Ook reed hij in het laatste weekend van het Italiaans Formule 4-kampioenschap op het Autodromo Vallelunga, waarin hij in de laatste race achtste werd.
In 2021 reed Tramnitz een dubbel programma in de ADAC en Italiaanse Formule 4, waarin hij zijn samenwerking met US voortzette. Zijn prioriteit lag bij het ADAC-kampioenschap, waardoor hij twee raceweekenden in Italië moest missen. In het ADAC-kampioenschap behaalde hij vijf overwinningen: twee op zowel de Hockenheimring als de Sachsenring en een op de Nürburgring. Hiernaast stond hij in nog vier andere races op het podium. Met 269 punten werd hij achter Oliver Bearman tweede in de eindstand. In het Italiaans kampioenschap won hij twee races op zowel het Circuit Paul Ricard als de Red Bull Ring en stond hij hiernaast nog vijf keer op het podium. Alhoewel hij twee weekenden miste, werd hij met 232 punten ook hier tweede in de eindstand achter Bearman.

### Formule Regional
In 2022 stapte Tramnitz over naar het Formula Regional European Championship (FREC), waarin hij debuteerde voor het team Trident. Hij kende een redelijk debuutseizoen, waarin een vierde plaats op de Hungaroring zijn beste race-uitslag was. Met 34 punten werd hij vijftiende in het kampioenschap.
In 2023 begon Tramnitz het seizoen in het Formula Regional Middle East Championship, waarin hij de laatste twee raceweekenden voor R-ace GP reed. Twee zevende plaatsen op het Dubai Autodrome waren hier zijn beste resultaten. Vervolgens keerde hij terug naar het FREC, waarin hij ook voor R-ace uitkwam. Hij won beide races op het Circuit de Barcelona-Catalunya en won in het laatste weekend op de Hockenheimring nog een race. Hiernaast stond hij in zeven andere races op het podium. Op 1 juli was hij de eerste coureur die van de baan raakte in een kettingreactie die uiteindelijk tot het dodelijke ongeluk van Dilano van 't Hoff zou leiden. Met 239 punten werd hij achter Andrea Kimi Antonelli en Martinius Stenshorne derde in de eindstand. Tevens reed hij dat jaar in het eerste raceweekend van de Euroformula Open voor het CryptoTower Racing Team op het Autódromo do Estoril, waarin hij in alle races op het podium eindigde. Aan het eind van het jaar werd hij opgenomen in het Red Bull Junior Team, het opleidingsprogramma van het Formule 1-team van Red Bull Racing.

### Formule 3
In 2024 debuteerde Tramnitz in het FIA Formule 3-kampioenschap bij MP Motorsport. Hij behaalde drie podiumplaatsen op het Bahrain International Circuit, het Autodromo Internazionale Enzo e Dino Ferrari en het Circuit de Monaco, voordat hij in het laatste raceweekend op het Autodromo Nazionale Monza voor het eerst een race won. Met 81 punten werd hij negende in het kampioenschap.
In 2025 blijft Tramnitz actief in de Formule 3 bij MP.